# Marianna Sastin
Marianna Sastin (Mosonmagyaróvár, 10 luglio 1983) è una lottatrice ungherese, specializzata nella lotta libera. È stata campionessa mondiale nel 2013, nella categoria dei 59 kg, e vanta la partecipazione a tre edizioni dei Giochi olimpici dal 2008 al 2016.

## Palmarès
- Mondiali

Budapest 2005: argento nei 59 kg.
Herning 2009: bronzo nei 59 kg.
Istanbul 2011: argento nei 63 kg.
Budapest 2013: oro nei 59 kg.
- Europei

Mosca 2006: bronzo nei 59 kg.
Sofia 2007: argento nei 59 kg.
Tampere 2008: bronzo nei 63 kg.
Baku 2010: bronzo nei 59 kg.
Riga 2016: bronzo nei 63 kg.
Bucarest 2019: bronzo nei 62 kg.
- Giochi europei

Baku 2015: oro nei 60 kg.